# 穆氏雜色麗鯛
穆氏雜色麗鯛，為輻鰭魚綱鱸形目隆頭魚亞目慈鯛科的其中一種，分布於非洲坦干伊喀湖南部流域，體長可達10.3公分，棲息在底中層水域，生活習性不明，可做為觀賞魚。